# Audi A2
O A2 foi um hatchback compacto de luxo produzido pela Audi entre 1999 e 2005. Foi um dos primeiros modelos de série no mundo a utilizar amplamente alumínio com o objetivo de reduzir peso e, consequentemente, aprimorar a economia de combustível.
Representou perdas na ordem dos 1,4 mil milhões de euros para a Audi. 7260 euros por unidade vendida.